# Henry Cavendish
Henry Cavendish (10. října 1731 Nice – 24. února 1810 Londýn) byl britský fyzik a chemik.
Pocházel z významného šlechtického rodu Cavendishů, patřil k linii vévodů z Devonshire a byl synem lorda Charlese Cavendishe (1704–1783), dlouholetého poslance Dolní sněmovny a vědce. Henry Cavendish studoval v letech 1749 až 1754 na univerzitě v Cambridge, avšak nezískal univerzitní diplom. Ve studiu přírodních věd mohl pokračovat díky velkému dědictví; během jeho života byla však publikována jen malá část jeho prací.

## Objev vodíku
Cavendish je všeobecně označován za objevitele vodíku, neboť v roce 1766 publikoval článek „On Factitious Airs“ („O umělých plynech“), v němž popsal hustotu „zápalného plynu“, z něhož spalováním vzniká voda. Jeho experiment později zopakoval Antoine Lavoisier, který vodíku dal jméno (francouzsky hydrogène).

## Určení hmotnosti Země
Cavendish také v roce 1798 jako první mohl přesně spočítat hmotnost Země. Použil k tomu torzní váhy (upravil ty, které sestrojil John Michell), s jejichž pomocí změřil gravitační sílu působící mezi olověnými koulemi. Zjistil pak poměr průměrné hustoty Země vůči vodě 5,48. Roku 1821 však v jeho práci našel Francis Baily aritmetickou chybu (změřený poměr byl 5,448). Z jeho měření lze určit hmotnost Země a odvodit gravitační konstantu. To prvně učinili ale až roku 1873 Alfred Cornu a Jean-Baptistin Baille. Měření byla dále zpřesněna ve 20. století. V současnosti je nejlepší odhad hmotnosti Země asi 5,973 zettatun (tedy 5,973×1024 kg), což se od Cavendishova (opraveného) výpočtu odlišuje jen asi o 1 %.

## Jiné výsledky
Cavendish také do jisté míry určil složení zemské atmosféry. Vypočetl, že 79,167 % tvoří vzduch „s flogistonem“ (dnes víme, že to je dusík a argon) a 20,833 % je vzduch „bez flogistonu“ (dnes víme, že se jedná o kyslík se zastoupením 20,95 %). Také určil, že asi 1/120 tvoří jiný plyn (teprve o 100 let později určili William Ramsay a Lord Rayleigh, že se jedná o argon).

## Povaha
Cavendish byl tichý samotář, byl považován za poněkud výstředního, a kromě své rodiny nenavazoval blízké vztahy. Vypráví se, že ve svém domě měl zadní schodiště, které používal, aby se vyhnul své hospodyni, neboť se cítil nesvůj ve společnosti žen. Prý také vždy, když vešel do nějaké místnosti, hlasitě kvičel, což byl signál pro ostatní, aby místnost okamžitě vyklidili. Mluvil jen o vědě, a když mluvit nechtěl, něco zapištěl a utekl. Také se říká, že když uviděl v domě služku, byl tak rozrušený z toho, že viděl cizího člověka, že ji okamžitě vyhodil.

## Soukromý život
V důsledku své povahy často nepublikoval výsledky své práce, a řadu svých závěrů nesděloval ani svým spolupracovníkům. Teprve po jeho smrti, koncem 19. století, jeho práce studoval James Clerk Maxwell, který zjistil, že zásluhy za objevy, které učinil Cavendish, si mezitím připsali jiní vědci. K těmto objevům patří např. Ohmův zákon, Daltonův zákon parciálních tlaků nebo podstata elektrické vodivosti.
Zanechal po sobě značný majetek, který byl v roce 1871 použit k založení a vybavení ústavu „Cavendish Laboratory“ na univerzitě v Cambridge.